# Новогородецкое (Житомирская область)
Новогородецкое (укр. Новогородецьке) — село на Украине, находится в Коростышевском районе Житомирской области.
Население по переписи 2001 года составляет 129 человек. Почтовый индекс — 12523. Телефонный код — 4130. Занимает площадь 0,469 км².

## История
В 1946 году указом ПВС УССР село Колония-Городецкая переименовано в Новогородецкая.

## Адрес местного совета
12523, Житомирская область, Коростышевский р-н, с. Городское, ул. Матюшенко, 16